# Wolfram Elsner
Wolfram Elsner (* 29. Januar 1950 in Bad Zwesten) ist ein deutscher Wirtschaftswissenschaftler.

## Biografie
Elsner habilitierte sich zum Thema Ökonomische Institutionsanalyse an der Fakultät für Wirtschaftswissenschaften der Universität Bielefeld im Jahr 1985. Gutachter waren Werner Glastetter, Siegfried Katterle und Gerhard Schwödiauer. Elsner ist emeritierter Professor für Volkswirtschaftslehre an der Universität Bremen. Er war von 1989 bis 1995 Leiter des Bremer Ausschusses für Wirtschaftsforschung. Internationale Lehraufenthalte führten ihn als Adjunct Professor an die University of Missouri–Kansas City. Seit 2015 lehrt Elsner als Gastprofessor an der School of Economics der Jilin-Universität in Changchun (China).
Elsner engagiert sich in der Bremer Ortsgruppe der Organisation Aufstehen  und gehört zu den Interviewpartnern von Neues Deutschland und Milena Preradovic. In den 1970er Jahren engagierte er sich in der DKP.

## Veröffentlichungen (Auswahl)

### Monografien
- Die EWG: Herausforderung und Antwort der Gewerkschaften. Pahl-Rugenstein Verlag, Köln 1974, ISBN 978-3-7609-0175-6.
- Die Sozialökonomische Lage und ihre Beeinflussung durch die westeuropäische Integration. Ein Untersuchungsansatz auf der Grundlage bestehender Integrationstheorien und eines Konzepts Sozialer Indikatoren. (= Volkswirtschaftliche Schriften, Band 278). Duncker & Humblot Verlag, Berlin 1978, ISBN 978-3-428-04227-2.
- Ökonomische Institutionenanalyse: Paradigmatische Entwicklung der ökonomischen Theorie und der Sinn eines Rückgriffs auf die ökonomische Klassik am Beispiel der Institutionenanalyse ("property rights"). (= Volkswirtschaftliche Schriften, H. 367). Duncker & Humblot Verlag, Berlin 1986, ISBN 978-3-428-06035-1.
- Zusammen mit J. Andreas Hübscher, Manfred Zachcial: Regionale Logistik-Cluster: Statistische Erfassung, Stärken und Schwächen, Handlungspotentiale. An den Beispielen Bremen, Hamburg und Rotterdam. Peter Lang Verlag, Frankfurt am Main 2005, ISBN 978-3-631-54783-0.
- Das chinesische Jahrhundert: Die neue Nummer eins ist anders. Westend-Verlag, Frankfurt am Main 2020, ISBN 978-3-86489-261-5.
- Die Zeitenwende: China, USA und Europa „nach Corona“ Papyrossa-Verlag, Köln 2021, ISBN 978-3-89438-750-1.

### Herausgeberschaften
- Zusammen mit Werner Wilhelm Engelhardt, Werner Glastetter: Ökonomie in gesellschaftlicher Verantwortung.  Sozialökonomik und Gesellschaftsreform heute. Festschrift zum 65. Geburtstag von Siegfried Katterle. (= Volkswirtschaftliche Schriften, Band 481). Duncker & Humblot Verlag, Berlin 1998.
- Neue Alternativen des Länder-Finanzausgleichs. Modellrechnungen und Gutachten unter besonderer Berücksichtigung der Stadtstaaten-Problematik. Peter Lang Verlag, Frankfurt am Main 2002.
- Zusammen mit Adelheid Biesecker, Klaus Grenzdörffer: Kooperation und interaktives Lernen in der Ökonomie. Peter Lang Verlag, Frankfurt am Main 2002, ISBN 978-3-631-39360-4.
- Zusammen mit Marianne Grimmenstein: Quo vadis Deutschland? Was sich ändern muss. Führende Köpfe geben Antworten. Steno-Verlag, München 2008 ISBN 978-954-449-374-5.